# Rhodacme elatior
Rhodacme elatior är en snäckart som först beskrevs av Anthony 1855.  Rhodacme elatior ingår i släktet Rhodacme och familjen Ancylidae. Inga underarter finns listade i Catalogue of Life.